# Елмо (Юта)
Елмо (англ. Elmo) — місто (англ. town) в США, в окрузі Емері штату Юта. Населення — 405 осіб (2020).

## Географія
Елмо розташоване за координатами 39°23′15″ пн. ш. 110°48′55″ зх. д. / 39.38750° пн. ш. 110.81528° зх. д. (39.387567, -110.815203).  За даними Бюро перепису населення США в 2010 році місто мало площу 1,68 км², уся площа — суходіл. В 2017 році площа становила 1,83 км², уся площа — суходіл.

## Демографія
Згідно з переписом 2010 року, у місті мешкало 418 осіб у 136 домогосподарствах у складі 108 родин. Густота населення становила 249 осіб/км².  Було 151 помешкання (90/км²).
Расовий склад населення:
| - 95,7 % — білих - 0,7 % — чорних або афроамериканців - 0,5 % — корінних американців - 0,2 % — азіатів - 1,4 % — осіб інших рас |

До двох чи більше рас належало 1,4 %. Частка іспаномовних становила 4,3 % від усіх жителів.
За віковим діапазоном населення розподілялося таким чином: 34,9 % — особи молодші 18 років, 53,4 % — особи у віці 18—64 років, 11,7 % — особи у віці 65 років та старші. Медіана віку мешканця становила 30,8 року. На 100 осіб жіночої статі у місті припадало 111,1 чоловіків;  на 100 жінок у віці від 18 років та старших — 94,3 чоловіків також старших 18 років.
Середній дохід на одне домашнє господарство  становив 48 689 доларів США (медіана — 39 712), а середній дохід на одну сім'ю — 54 164 долари (медіана — 50 000). Медіана доходів становила 49 167 доларів для чоловіків та 30 938 доларів для жінок. За межею бідності перебувало 16,0 % осіб, у тому числі 18,2 % дітей у віці до 18 років та 8,8 % осіб у віці 65 років та старших.
Цивільне працевлаштоване населення становило 126 осіб. Основні галузі зайнятості: освіта, охорона здоров'я та соціальна допомога — 22,2 %, сільське господарство, лісництво, риболовля — 17,5 %, будівництво — 14,3 %, виробництво — 12,7 %.